# African Jewish Congress
Der African Jewish Congress (dt. Afrikanischer Jüdischer Kongress) ist eine jüdische Interessenvertretung in den Ländern des subsaharischen Afrika. Sitz der 1994 gegründeten Organisation ist Houghton Estate, Johannesburg, Südafrika. Dessen Motto lautet “Für eine jüdische Zukunft im subsaharischen Afrika” Mit göttlicher Führung. 
Präsident ist der Südafrikaner Mervyn Smith, geistliches Oberhaupt und geschäftsführender Direktor Rabbi Moshe Silberhaft.
Vizepräsidenten sind Richard Lyons (Botswana), Harold Pupkewitz † (Namibia), Ann Harris (Südafrika), Peter Sternberg und Sam Benatar (beide Simbabwe).
Der Kongress hat Mitglieder in folgenden Ländern:
- Botswana
- Demokratische Republik Kongo
- Eswatini
- Kenia
- Lesotho
- Madagaskar
- Mauritius
- Mosambik
- Namibia
- Sambia
- Simbabwe
- Südafrika
- Uganda